# Josep Coll i Dorca
Josep Coll i Dorca (Torelló, 1 de juny de 1764 - Torelló, 19 de març de 1800) fou un metge català.
Nascut a Torelló el 1764, va fer els seus primers estudis al mateix Torelló i al Seminari de Vic. Va estudiar medicina a la Universitat de Cervera, on s'hi doctorà el 1787. Es traslladà a Barcelona per exercir la medicina, però de seguida un agreujament de la seva sempre delicada salut l'obligà a retornar a la seva vila nadiua. Els rumors escampats per un metge local acusant-lo d'ignorant i incompetent en tot allò que fes referència a la medicina el van enutjar enormement. Sentint-se ofès pels seus propis convilatans, va decidir abandonar Torelló i retornar a la capital catalana, on el 1788 va ingressar a l'Acadèmia Mèdico Pràctica, de la qual va arribar a ser-ne secretari. El 8 de desembre de 1794, en el context de la guerra contrarevolucionària, insertà en el Diari de Barcelona una exhortació al poble català per a la defensa de la “pàtria i la religió”. Un escrit que es va publicar en una edició traduïda al català i que va fer que el Capità General de Catalunya li donés les gràcies públicament per l'encert de les seves paraules. Va ser metge honorari de la Cort.
El seu fill, Francesc Xavier Coll i Jover fou alcalde de Barcelona.

## Publicacions[4]
- “Disuria histérico febrinosa”. Memorias de Médico Práctica de Barcelona, Madrid, Imprenta Real, 1798, pp. 224-240.
- “Reflexiones sobre la observación antecedente”, Memorias de Médico Práctica de Barcelona, Madrid, Imprenta Real, 1798, pp. 195-210.
- Física del cuerpo humano, o rudimentos fisiológicos acomodados a toda clase de literatos, Barcelona, Matheo Barceló, 1801. (Traducció del llatí)
- Apéndice a del cuerpo humano, o rudimentos fisiológicos sobre las funciones sexuales, Barcelona, Matheo Barceló, 1801. (Traducció del llatí)
- Estudio de la cistitis tuberculosa: concepto clínico y tratamiento de la misma: memoria laureada por la Real Academia de Medicina y Cirugía de Barcelona con el Premio del Dr. Gari ... en el concurso de 1898-99